# Rak zarodkowy
Rak zarodkowy, rak zarodkowy typu dorosłego (łac. carcinoma embryonale) – złośliwy nowotwór zarodkowy, zaliczany do nienasieniaków.
Zbudowany jest z prymitywnych anaplastycznych komórek nabłonkowych, które przypominają swoim wyglądem wczesne komórki zarodkowe. Komórki te mogą tworzyć różnorodne struktury: gruczołowe, cewkowe, a nawet sferyczne twory przypominające wyglądem jedno-dwutygodniowe zarodki (tzw. ciałka embrionalne). Guz z dużą liczbą tego typu struktur bywa określany mianem polyembryoma. Czasem stwierdza się też cechy różnicowania w kierunku innych elementów zarodkowych lub pozazarodkowych (np. trofoblastu, pęcherzyka żółtkowego). Towarzyszą one polom litej tkanki, martwicy i krwotoków do guza.
Klinicznie charakteryzuje się zdolnością do szybkiego tworzenia przerzutów, które mogą być masywne nawet przy małym, bezobjawowym guzie pierwotnym. W obrębie przerzutów mogą występować inne komponenty histologiczne (inne nowotwory zarodkowe), będące efektem różnicowania komórek raka zarodkowego.

## Lokalizacja
Rak zarodkowy występuje w następujących lokalizacjach pierwotnych:
- jako guz zarodkowy jądra
- jako guz zarodkowy jajnika
- jako guz zarodkowy o pierwotnej lokalizacji pozagonadalnej:
  - w śródpiersiu
  - w przestrzeni zaotrzewnowej (jamy brzusznej i miednicy)
  - w mózgu